# دينت دي سافيغني
دينت دي سافيغني (بالإنجليزية: Dent de Savigny)‏ هو أحد جبال سلسلة جبال الألب البرنية ويقع في كانتون فريبورغ/كانتون فود في سويسرا. يحتل المرتبة رقم 353 في قائمة جبال سويسرا من حيث الارتفاع، إذ يبلغ ارتفاعه حوالي 2252 متر، بينما يبلغ ارتفاع نتوء الجبل 848 متر.